# Kem's
 (août 2016).
Si vous disposez d'ouvrages ou d'articles de référence ou si vous connaissez des sites web de qualité traitant du thème abordé ici, merci de compléter l'article en donnant les références utiles à sa vérifiabilité et en les liant à la section « Notes et références ».
Le kem's (prononcé [kԑmss]) est un jeu de société utilisant un jeu de 32 ou 52 cartes.
Il repose sur la rapidité des joueurs à échanger leurs cartes mais aussi à observer les réactions des partenaires et des adversaires. Enfin il faut également une grande inventivité pour trouver des signes secrets (usage unique ou pas).
Il se joue uniquement à quatre avec deux équipes de deux joueurs. On ne peut évidemment pas tricher à ce jeu.
Quand un joueur change son jeu directement avec le jeu du milieu, alors le jeu se ferme directement.

## Règles

### Requis
Le kem's se joue initialement à quatre joueurs et avec un jeu de 32 cartes ou de 52 cartes.

### Disposition des joueurs
Les joueurs sont disposés de part et d'autre d'une table. Chaque joueur se trouve en diagonale de son équipier : il est donc assis à côté de son adversaire.

### Préparation du jeu
Les joueurs d'une même équipe conviennent préalablement d'un signe secret qui leur permettra d'avertir leur équipier (se gratter la tête, prononcer un mot si tous les joueurs sont d'accord pour jouer à la parlante, etc.). Aucune règle ne définit a priori quel signe est autorisé ou non. Si certains souhaitent interdire certains signes tels que des mots ou des signes non visibles de tous, ils doivent le faire savoir dès le début du jeu.
Aucune règle ne spécifie également si l'on doit avoir un seul signe par équipe ou si l'on peut en avoir plus, c'est aux joueurs de se mettre d'accord entre eux sur ces modalités. 
Le donneur distribue les cartes une par une à chaque joueur, quatre ou cinq cartes par personne selon les versions.
Si un joueur reçoit lors de la donne trois ou quatre cartes identiques, celui-ci doit les montrer, les mettre au talon, puis en piocher respectivement trois ou quatre autres.

### Déroulement d'une manche
Quatre cartes du talon sont retournées et posées sur la table. Le joueur qui a retourné les cartes annonce : « la chasse est ouverte ». Tant qu'il ne l'a pas fait les autres joueurs et lui-même ne peuvent pas échanger leurs cartes. Chacun des joueurs peut échanger une ou plusieurs de ses cartes avec celles situées sur la table, il peut même aller jusqu'à échanger sa main entière contre celles-ci. Mais les joueurs doivent d'abord poser leurs cartes avant d'en ramasser le nombre correspondant sur la table. Il est interdit d'avoir plus de quatre cartes dans les mains. Une fois la manche terminée, c'est un autre joueur qui doit retourner les cartes.
Lorsque plus aucun joueur n'échange de carte depuis quelques secondes, n'importe quel joueur peut proposer un balayage de la table. Si les autres joueurs sont d'accord, les quatre cartes sont remplacées de manière à réaliser de nouveaux échanges. Si un joueur dit non, il doit échanger et le jeu reprend jusqu'à ce qu'un autre joueur propose de balayer. Aucun joueur ne peut prononcer de Kem's ou un de ses dérivés (voir règles ci-dessous) lorsque le jeu est en balayage : le balayage commence dès qu'un joueur le demande à haute voix (que les autres aient répondu ou pas) et se finit seulement lorsque le joueur qui a remis quatre nouvelles cartes sur la table déclare que la chasse est ouverte.
Une manche se joue en dix points. Si une équipe fait un contre-Kem's alors que les adversaires n'en ont pas, celle-ci perd un point.
Les cartes de la table qui sont retirées du jeu au fur et à mesure de la partie vont sur le côté, dans ce qu'on appelle la poubelle. Les cartes de la poubelle doivent impérativement être faces cachées pour qu'aucun des joueurs ne puissent voir quelles cartes ne sont plus en jeu et donc quels kem's sont impossibles à faire en prenant telle ou telle carte sur la table. Pour des raisons similaires, lorsqu'un joueur mélange le talon avant de distribuer les cartes, il doit cacher la carte du dessous, sinon les joueurs vont savoir que cette carte n'arrivera pas avant la fin du talon. Une fois toutes les cartes du talon dans la poubelle, la poubelle devient le nouveau talon, après avoir été mélangée.
La manche se déroule de cette manière jusqu'à ce qu'un joueur ait en main quatre cartes identiques, ce qui s'appelle un kem's. Il fait alors signe à son partenaire, en utilisant le signe secret préalablement convenu. Le partenaire doit alors dire « kem's » pour faire gagner un point à son équipe. S'il a lui aussi quatre cartes identiques, il dit « double kem's » pour faire gagner trois points à son équipe. Un double kem's ne peut être contré par un contre kem's.
Cependant, si l'équipe adverse dit « contre kem's » avant celle-ci, elle marque un point si la première équipe avait bien un kem's. Le contre kem's ne fonctionne pas face à un double kem's.
Si une équipe s'est trompée, c'est-à-dire qu'elle a dit « kem's » alors qu'elle n'aurait pas dû, elle fait gagner un point à l'autre équipe.
Si un joueur d'une équipe dit « contre kem's » alors que le joueur de l'équipe adverse n'avait pas de kem's, le joueur de cette dernière doit montrer deux cartes, à celui, et seulement celui, qui a dit « contre kem's ». Ce dernier n'a pas le droit de communiquer les cartes qu'il vient de voir à son coéquipier. De plus le joueur qui s'est trompé n'a plus le droit de dire « contre kem's ».
Un kem's et ses dérivés peuvent être prononcés dès qu'un joueur a dans ses deux mains réunies ou non quatre cartes identiques, nul besoin d'attendre que toutes les cartes soient rassemblées. Une carte levée de la table est une carte en main : un joueur ne peut pas dire qu'il n'avait pas kem's parce qu'il n'avait pas encore vraiment pris la carte et qu'il comptait la reposer pour en prendre finalement une autre. Cependant un joueur peut toucher une carte et ne pas la prendre, elle ne compte pas comme étant dans ses mains tant qu'elle n'est pas complètement décollée de la table.

## Adaptations

### Produit physique
La société Jeux FK a édité en 2007 une version commerciale du kem's appelé La Mamma où les cartes ordinaires sont remplacées par des personnages typiques italiens.

### Versions sur mobile
La société Vyde Entertainment a développé et édité en 2017 une version commerciale du kem's sur mobile appelé Duel of Signs où le jeu de cartes est revisité avec un univers cartoonesque. Le jeu est disponible sur iOS et Android.
Une adaptation fidèle du jeu a été publiée en 2020 par Clever Games, sous le nom de The Kem's. Ce jeu est disponible sur Androïd.

### You've Got Crabs
You've Got Crabs est un jeu nord-américain du même dessinateur que Exploding Kittens et reprenant les mêmes règles que le kem's ou Signals. Il n'y a plus que quatre cartes identiques, ce qui permet d'avoir ses quatre cartes très rapidement et plusieurs fois par partie.

### Adaptation télévisée
De 2019 à 2021, durant trois saisons, est diffusée sur la chaîne Canal+ une adaptation télévisée du jeu, présentée par Ramzy Bedia. L'émission est diffusée à 19 h 55, puis 20 h 30.